# Svetohelenska funta
Svetohelenska funta je valuta na otoku Sveta Helena i susjednim britanskim prekomorskim teritorijima Ascension i Tristan da Cunha. Označava se simbolom £, a dijeli se na 100 penija.

Ova valuta nije tečajno samostalna, već je samo lokalni oblik britanske funte. Paritet s britanskom funtom je 1:1. S obzirom na tečajnu nesamostalnost valuta nema međunarodni kôd.

U optjecaju su kovanice od 1, 2, 5, 10, 20, 50 penija, te 1 i 2 funte, i novčanice od 5, 10, 20 funti.